# شيماء جناحي
شيماء جناحي (31 مارس 1989  -)، ممثلة بحرينية. بدأت العمل الفني عام 2005 بمشاركتها في مسلسل عذاري مع زينب العسكري.

## أعمالها

### من المسلسلات
- عذاري.
- خوش سفرة.
- الساكنات في قلوبنا.
- هديل الليل.
- متلف الروح.
- ملف علاقي.
- سماء ثانية.
- أكون أو لا.

### من المسرحيات
- الأميرة والبطل سام.
- سندريلا وطيور الغابة.
- يمكن أي يمكن لا.

### من الأفلام
- حكاية بحرينية.
- اربع بنات.
- الأمس - فيلم قصير.

## روابط خارجية
- شيماء جناحي على موقع IMDb (الإنجليزية)
- شيماء جناحي على موقع قاعدة بيانات الأفلام العربية